# Giuseppe Bergomi
Giuseppe Raffaele Bergomi (Settala, Lombardía, 22 de diciembre de 1963) es un exfutbolista italiano. Se desempeñaba como defensa y triunfó en el único club donde jugó, el Inter de Milán, y en la selección de Italia.

## Estilo de juego
Bergomi era un defensor extremadamente versátil, capaz de jugar en cualquier lugar a lo largo de la línea de fondo y adaptarse a cualquier formación. Aunque era lateral derecho, era capaz de jugar por la izquierda, como defensa central, o incluso como líbero, puestos en los que a menudo se desempeñó tanto a nivel de club como internacional. Un jugador rápido, atlético, consistente y trabajador, además de su habilidad defensiva, también era conocido por su fuerza, resistencia y su habilidad para hacer ataques por el costado, y también era capaz de contribuir a las jugadas ofensivas de su equipo con goles y asistencias, como cortesía de su habilidad para cruzar la mitad de la cancha y por su poderoso disparo desde afuera del área. Sobre todo, era conocido por sus excelentes habilidades para marcar a los hombres como "tapón", aunque más tarde también pudo sobresalir en un sistema de marcado zonal.
A pesar de tener un temperamento fuerte y ser un tacleador duro, fue expulsado 12 veces en su carrera. Bergomi también se distinguió por su imparcialidad, profesionalismo y disciplina, lo que lo hizo muy respetado entre sus compañeros de equipo, oponentes y entrenadores. También fue considerado por su "liderazgo silencioso" a lo largo de su carrera. Debido a su estilo de juego físico y tenaz, en 2007, The Times lo colocó en el número 9 en su lista de los 50 jugadores de fútbol más duros de la historia.
Más tarde, también se destacó por su longevidad a lo largo de su extensa carrera. De hecho, su experiencia, inteligencia táctica y sentido posicional, así como su confianza con la pelota, le permitió sobresalir como líbero hacia el final de su carrera y mantener un alto nivel de rendimiento, a pesar de su pérdida de ritmo como resultado de su disminución física.

## Su carrera en el Inter de Milán
Hizo toda su carrera deportiva en el Inter de Milán, uno de los grandes equipos de la Serie A y de Europa, pasando por todas las categorías del cuadro nerazurri, y en la temporada 1980/81, con 17 años, debutó en el primer equipo milanés. A partir de aquí comenzó una relación profesional de casi 20 años en los que fue la "bandera" del Inter y uno de sus futbolistas más destacados.
A nivel de clubes, tuvo que vivir a la sombra de la Juventus y el AC Milan, en lo que a scudettos se refiere, aunque saboreó el triunfo en la campaña 1988/89, cuando conquistaron el título liguero con jugadores de la talla de Walter Zenga, Andreas Brehme y Lothar Matthäus.
Durante su estancia en el Inter conquistó además una Copa de Italia, en la temporada 1981/82, y tres veces la Copa de la UEFA, en la década de los 90'.
Durante los 20 años que jugó en el Inter compartió vestuario con grandes jugadores como: Altobelli, Walter Zenga, Matthäus, Brehme, Berti, Jürgen Klinsmann, Dennis Bergkamp, Rubén Sosa, Iván Zamorano y Ronaldo, entre otros.
Se retiró en 1999, a la edad de casi 36 años, conquistando el récord de apariciones en el Inter que mantuvo hasta finales de septiembre de 2011, cuando fue superado por Javier Zanetti. Jugó 756 partidos, y anotó 28 goles.
Actualmente es comentarista de una cadena de televisión en su país.
Desde 2004 es parte de FIFA 100, la lista de los 125 mejores futbolistas de la historia.

## Su paso por la selección italiana
Con la Selección de Italia jugó 4 Copas Mundiales de Fútbol, donde en la Copa Mundial de Fútbol de 1982 consiguió el título mundial. También jugó el Mundial de México 1986; el Mundial de Italia 1990, siendo el capitán de la selección, y el Mundial de Francia de 1998.
Ha sido internacional en 81 ocasiones y anotó 6 goles.

### Participaciones en Copas del Mundo
| Mundial                        | Sede    | Resultado        |
| ------------------------------ | ------- | ---------------- |
| Copa Mundial de Fútbol de 1982 | España  | Campeón          |
| Copa Mundial de Fútbol de 1986 | México  | Octavos de final |
| Copa Mundial de Fútbol de 1990 | Italia  | Tercer lugar     |
| Copa Mundial de Fútbol de 1998 | Francia | Cuartos de final |

### Participaciones en Eurocopas
| Eurocopa                | Sede          | Resultado        |
| ----------------------- | ------------- | ---------------- |
| Eurocopa Sub-21 de 1982 | Sin sede fija | Cuartos de final |
| Eurocopa Sub-21 de 1984 | Sin sede fija | Semifinal        |
| Eurocopa 1988           | Alemania      | Semifinal        |

## Estadísticas

### Clubes
| F. C. Internazionale · Italia | 1979-80 | —   | —  | 1   | 0 | —   | — | 1   | 0  |
| F. C. Internazionale · Italia | 1980-81 | 12  | 0  | —   | — | 4   | 0 | 16  | 0  |
| F. C. Internazionale · Italia | 1981-82 | 24  | 2  | 10  | 2 | 4   | 0 | 38  | 4  |
| F. C. Internazionale · Italia | 1982-83 | 27  | 1  | 9   | 1 | 6   | 0 | 42  | 2  |
| F. C. Internazionale · Italia | 1983-84 | 25  | 0  | 5   | 0 | 5   | 0 | 35  | 0  |
| F. C. Internazionale · Italia | 1984-85 | 29  | 2  | 9   | 0 | 10  | 0 | 48  | 2  |
| F. C. Internazionale · Italia | 1985-86 | 30  | 5  | 6   | 0 | 10  | 0 | 46  | 5  |
| F. C. Internazionale · Italia | 1986-87 | 28  | 2  | 9   | 0 | 8   | 0 | 45  | 2  |
| F. C. Internazionale · Italia | 1987-88 | 28  | 1  | 9   | 0 | 5   | 0 | 42  | 1  |
| F. C. Internazionale · Italia | 1988-89 | 32  | 1  | 8   | 0 | 6   | 0 | 46  | 1  |
| F. C. Internazionale · Italia | 1989-90 | 32  | 2  | 5   | 0 | 2   | 0 | 39  | 2  |
| F. C. Internazionale · Italia | 1990-91 | 30  | 3  | 4   | 1 | 12  | 0 | 46  | 4  |
| F. C. Internazionale · Italia | 1991-92 | 29  | 0  | 6   | 0 | 2   | 0 | 37  | 0  |
| F. C. Internazionale · Italia | 1992-93 | 31  | 2  | 6   | 0 | —   | — | 37  | 2  |
| F. C. Internazionale · Italia | 1993-94 | 31  | 0  | 4   | 0 | 12  | 0 | 47  | 0  |
| F. C. Internazionale · Italia | 1994-95 | 32  | 2  | 2   | 0 | 7   | 1 | 41  | 3  |
| F. C. Internazionale · Italia | 1995-96 | 27  | 0  | 5   | 0 | 1   | 0 | 33  | 0  |
| F. C. Internazionale · Italia | 1996-97 | 19  | 0  | 7   | 0 | 10  | 0 | 36  | 0  |
| F. C. Internazionale · Italia | 1997-98 | 28  | 0  | 5   | 0 | 9   | 0 | 42  | 0  |
| F. C. Internazionale · Italia | 1998-99 | 23  | 1  | 5   | 0 | 9   | 0 | 37  | 1  |
| Total | Total   | 517 | 24 | 120 | 5 | 117 | 0 | 754 | 29 |
| (1) Incluye datos de Copa Italia y Supercopa de Italia. (2) Incluye datos de Copa de Clubes Campeones Europeos, Copa de la UEFA, Recopa de Europa y Liga de Campeones de la UEFA. |         |     |    |     |   |     |   |     |    |

### Selección
| Sub-21 |                     |    |    |    |    |    |    |    |   |
| 1982 | —                   | —  | 2  | 0  | —  | —  | 2  | 0  |   |
| 1983 | —                   | —  | —  | —  | —  | —  | 0  | 0  |   |
| 1984 | —                   | —  | 2  | 0  | —  | —  | 2  | 0  |   |
| Total | 0                   | 0  | 4  | 0  | 0  | 0  | 4  | 0  |   |
| Absoluta |                     |    |    |    |    |    |    |    |   |
| 1982 | 2                   | 0  | 1  | 0  | 3  | 0  | 6  | 0  |   |
| 1983 | 1                   | 0  | 3  | 0  | —  | —  | 4  | 0  |   |
| 1984 | 9                   | 0  | —  | —  | —  | —  | 9  | 0  |   |
| 1985 | 7                   | 0  | —  | —  | —  | —  | 7  | 0  |   |
| 1986 | 3                   | 2  | 2  | 0  | 3  | 0  | 8  | 2  |   |
| 1987 | 3                   | 0  | 7  | 1  | —  | —  | 10 | 1  |   |
| 1988 | 7                   | 2  | 4  | 0  | —  | —  | 11 | 2  |   |
| 1989 | 10                  | 1  | —  | —  | —  | —  | 10 | 1  |   |
| 1990 | 3                   | 0  | 2  | 0  | 7  | 0  | 12 | 0  |   |
| 1991 | 1                   | 0  | 1  | 0  | —  | —  | 2  | 0  |   |
| 1992 | —                   | —  | —  | —  | —  | —  | 0  | 0  |   |
| 1993 | —                   | —  | —  | —  | —  | —  | 0  | 0  |   |
| 1994 | —                   | —  | —  | —  | —  | —  | 0  | 0  |   |
| 1995 | —                   | —  | —  | —  | —  | —  | 0  | 0  |   |
| 1996 | —                   | —  | —  | —  | —  | —  | 0  | 0  |   |
| 1997 | —                   | —  | —  | —  | —  | —  | 0  | 0  |   |
| 1998 | 1                   | 0  | —  | —  | 3  | 0  | 4  | 0  |   |
| Total | 47                  | 5  | 18 | 1  | 16 | 0  | 81 | 6  |   |
| Total en su carrera | Total en su carrera | 47 | 5  | 22 | 1  | 16 | 0  | 85 | 6 |
| (1) Incluye los partidos de Eurocopa Sub-21, clasificación para la Eurocopa y Eurocopa. (2) Incluye los partidos de la Copa Mundial de Fútbol. |                     |    |    |    |    |    |    |    |   |

### Resumen
| Competición                   | Partidos | Goles | Promedio |
| ----------------------------- | -------- | ----- | -------- |
| Serie A                       | 517      | 24    | 0,04     |
| Copas nacionales              | 120      | 5     | 0,04     |
| Competiciones internacionales | 117      | 0     | 0,00     |
| Selecciones                   | 85       | 6     | 0,07     |
| Total                         | 839      | 35    | 0,04     |

## Palmarés

### Campeonatos nacionales
| Título              | Club           | País   | Año  |
| ------------------- | -------------- | ------ | ---- |
| Copa Italia         | Inter de Milán | Italia | 1982 |
| Serie A             | Inter de Milán | Italia | 1989 |
| Supercopa de Italia | Inter de Milán | Italia | 1989 |

### Campeonatos internacionales
| Título                 | Club (*)            | Sede   | Año  |
| ---------------------- | ------------------- | ------ | ---- |
| Copa Mundial de Fútbol | Selección de Italia | España | 1982 |
| Copa de la UEFA        | Inter de Milán      | Roma   | 1991 |
| Copa de la UEFA        | Inter de Milán      | Milán  | 1994 |
| Copa de la UEFA        | Inter de Milán      | París  | 1998 |

### Récords
- Jugador con más partidos disputados en la Copa de la UEFA con 96 partidos.

## Vida privada
Giuseppe Raffaele Bergomi nació el 22 de diciembre de 1963 en Settala (Milán). Además del diminutivo Beppe, es apodado lo Zio —que significa «el Tío» en español— desde los dieciséis años; el primero en llamarlo así fue su compañero Giampiero Marini al confundirlo con alguien mayor, dado que el adolescente Bergomi tenía un bigote muy tupido, similar al del tío de Marini. Él es cristiano, al igual que su madre, quien trabaja de costurera. Su padre, que murió en 1980, era dueño una estación de servicio. En el momento del fallecimiento, Bergomi estaba en 
Leipzig (Alemania) entrenando con la selección italiana juvenil. Tiene un hermano llamado Carlo que estudió para ser corresponsal. Bergomi, por otro lado, fue a una escuela técnica, aunque abandonó en tercer año porque se le dificultaba estudiar y jugar fútbol a la vez.
Comenzó una relación con Daniela Fontana a finales de 1989 y, posteriormente, se casó con ella. Tienen un hijo llamado Andrea, tenista profesional, y una hija, Sara.